# Thomas-Mann-Archiv der ETH Zürich

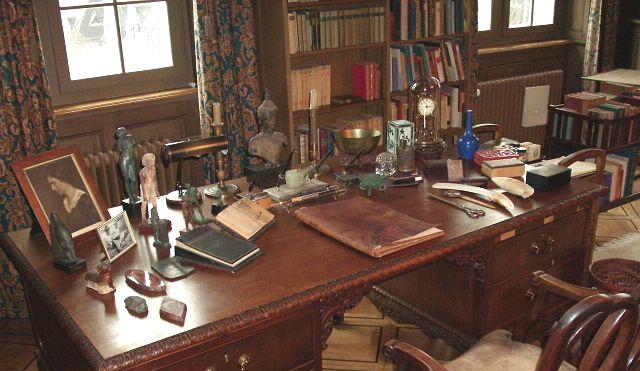
Thomas Manns Schreibtisch im nachgebildeten Arbeitszimmer des Thomas-Mann-Archivs (ehemaliger Archivstandort im Bodmerhaus)

Das Thomas-Mann-Archiv ist ein Archiv der ETH-Bibliothek Zürich. Es sichert und pflegt den literarischen Nachlass des deutschen Schriftstellers Thomas Mann. Die 2023 eröffnete, völlig neu konzipierte Dauerausstellung „Im Schreiben eingerichtet. Thomas Mann und sein Arbeitszimmer“ zeigt die Handbibliothek und Gegenstände aus Thomas Manns letztem Arbeitszimmer und gibt Einblick in dessen kreative Umgebung und die Entstehungsbedingungen seiner Werke.
Das Thomas-Mann-Archiv ist Herausgeberin der wissenschaftlichen Reihe Thomas-Mann-Studien. Die Archivleitung wird fachlich durch ein Kuratorium beraten. Seit 2017 wird im Rahmen der Vortragsreihe Thomas Mann Lectures jährlich eine internationale Persönlichkeit mit Bezug zu Thomas Manns Werk an die ETH zu einem öffentlichen Vortrag eingeladen.

## Geschichte
Das Thomas-Mann-Archiv wurde 1956 gegründet. Der erste Standort befand sich im Hauptgebäude der ETH Zürich. 1961 wurde das Archiv in das nahe gelegene Bodmerhaus an der Schönberggasse verlegt, wo es bis Juni 2016 untergebracht war. Bis Ende 2022 befand sich das Thomas-Mann-Archiv in einem Provisorium am Campus Hönggerberg. Seit Ende 2022 befindet es sich wieder im Hauptgebäude der ETH Zürich.
Im Januar 2012 wurde das Thomas-Mann-Archiv, das zu diesem Zeitpunkt direkt der Schulleitung der ETH unterstellt war, der ETH-Bibliothek angegliedert. Seit Februar 2022 wird das Thomas-Mann-Archiv von dem Germanisten Tobias Amslinger geleitet. Frühere Leiter waren Paul Scherrer (1956–1961), Hans Wysling (1962–1993), Thomas Sprecher (1994–2012) und Katrin Bedenig (2012–2021).

## Bestände
Sämtliche Handschriftenbestände sind elektronisch erschlossen und digitalisiert. Der Nachlass Thomas Manns enthält u. a. seine Tagebücher und Notizbücher, Werkhandschriften, Materialiensammlungen, handschriftliche Dokumente und Briefe, historische Presseartikel und Fotografien. Ein Teil der Digitalisate kann online eingesehen werden.
Die Nachlassbibliothek Thomas Manns umfasst ca. 4'300 Exemplare, die Bibliothek seiner Frau Katia umfasst 421 Titel. Ergänzt wird die Nachlassbibliothek durch Werke des Schriftstellers sowie Sekundärliteratur zu Thomas Manns Leben und Werk. In den einzelnen Werken vorhandene Widmungen, Unterstreichungen, Kommentare und weitere Lesespuren sind über die Datenbank "Thomas Mann Nachlassbibliothek" zugänglich.